# Хейли, Джеки Эрл
Джеки Эрл Хейли (англ. Jackie Earle Haley; род. 14 июля 1961, Нортридж, Калифорния, США) — американский актёр театра, кино и телевидения, сценарист и режиссёр. Начал свою карьеру в шестилетнем возрасте, снявшись в рекламе. После этого был звездой подростковых сериалов, играл на Бродвее, писал сценарии для кино- и телефильмов. Наиболее известен по роли супергероя Роршаха в фильме «Хранители». Номинант на премию «Оскар» (2007).

## Биография
Снялся во многих фильмах, в том числе таких как «День саранчи» (1975), «Несносные медведи» (1976), «Проклятая долина» (1977), «Теряя это» (1983) и других.
Приблизительно в период спада карьеры (1990-е — 2000 годы) занялся продюсированием и стал режиссёром многих телевизионных роликов. В 2006 году вернулся на большой экран в фильме «Вся королевская рать», далее в этом же году снялся в фильме «Как малые дети», за который был номинирован на премию «Оскар».
В 2009 снялся в фильме «Хранители» в роли Роршаха. В том же году он сыграл эпизодическую роль в фильме Мартина Скорсезе «Остров проклятых» с Леонардо Ди Каприо в главной роли. Также в 2009 году начались съемки телесериала «Живая мишень», где Хейли сыграл Герреро — помощника главного героя. Было отснято 2 сезона, после чего сериал закрыли.
В 2010 снялся в ремейке «Кошмара на улице Вязов» в роли Фредди Крюгера, заменив Роберта Инглунда.

## Личная жизнь
С 1979 года Хэйли был женат на Шерри Вон. Имеет двоих детей: сына Кристофера (родился в 1986) от второй жены и дочь Оливию (родилась в 1998) от Дженнифер Хардгрейв. В 2004 году его третьей женой стала Амелия Круз. В настоящее время они проживают в городе Сан-Антонио, штат Техас.

## Избранная фильмография
| Год       |    | Русское название                                | Оригинальное название                   | Роль                                           |
| --------- | -- | ----------------------------------------------- | --------------------------------------- | ---------------------------------------------- |
| 1976      | ф  | Несносные медведи                               | The Bad News Bears                      | Келли Лик                                      |
| 1977      | ф  | Несносные медведи в перерыве между тренировками | The Bad News Bears in Breaking Training | Келли Лик                                      |
| 1977      | ф  | Проклятая долина                                | Damnation Alley                         | Билл                                           |
| 1978      | ф  | Несносные медведи едут в Японию                 | The Bad News Bears Go to Japan          | Келли Лик                                      |
| 1979      | ф  | Уходя в отрыв                                   | Breaking Away                           | Мучер                                          |
| 1992      | ф  | Немезида                                        | Nemesis                                 | Эйнштейн                                       |
| 1993      | ф  | Маньяк-полицейский 3: Знак молчания             | Maniac Cop III: Badge of Silence        | Фрэнк Джессап                                  |
| 2006      | ф  | Как малые дети                                  | Little Children                         | Рональд Джеймс Мак-Горви                       |
| 2006      | ф  | Вся королевская рать                            | All the king's man                      | Рафинад                                        |
| 2008      | ф  | Полупрофессионал                                | Semi-Pro                                | Dukes                                          |
| 2009      | ф  | Полет длиною в жизнь                            | Fragments                               | Боб Джесперсон                                 |
| 2009      | ф  | Хранители                                       | Watchmen                                | Роршах                                         |
| 2010—2011 | с  | Живая мишень                                    | Human Target                            | Герреро                                        |
| 2010      | ф  | Остров проклятых                                | Shutter Island                          | Джордж Нойз                                    |
| 2010      | ф  | Кошмар на улице Вязов                           | A Nightmare on Elm Street               | Фредди Крюгер                                  |
| 2012      | ф  | Мрачные тени                                    | Dark Shadows                            | Вилли Лумис                                    |
| 2012      | ф  | Линкольн                                        | Lincoln                                 | вице-президент КША Александр Гамильтон Стивенс |
| 2013      | ф  | Парклэнд                                        | Parkland                                | отец Оскар Хубер                               |
| 2014      | ф  | Робокоп                                         | RoboCop                                 | Рик Мэттокс                                    |
| 2015      | ф  | Преступная деятельность                         | Criminal Activities                     | Джерри                                         |
| 2016      | ф  | Падение Лондона                                 | London Has Fallen                       | заместитель начальника Мейсон                  |
| 2016      | с  | Проповедник                                     | Preacher                                | Один Куиннкэннон                               |
| 2016      | ф  | Рождение нации                                  | The Birth of a Nation                   |                                                |
| 2017      | ф  | Тёмная башня                                    | The Dark Tower                          | Сейр                                           |
| 2017—2018 | с  | Тик                                             | The Tick                                | Террор                                         |
| 2018      | с  | Нарко: Мексика                                  | Narcos: Mexico                          | Джим Фергюсон                                  |
| 2019      | ф  | Алита: Боевой ангел                             | Alita: Battle Angel                     | Гревиш                                         |
| 2022      | мф | Папин дракон                                    | My Father’s Dragon                      | долгопят Тамир                                 |
| 2023      | ф  | Гипнотик                                        | Hypnotic                                | Иеримия                                        |
| 2024      | ф  | Союз                                            | The Union                               |                                                |

## Награды и номинации
| Год  | Премия                         | Категория                         | Название фильма или телесериала | Результат |
| ---- | ------------------------------ | --------------------------------- | ------------------------------- | --------- |
| 2007 | «Оскар»                        | Лучшая мужская роль второго плана | «Как малые дети»                | Номинация |
| 2007 | Премия Гильдии киноактёров США | Лучшая мужская роль второго плана | «Как малые дети»                | Номинация |